# Photoscotosia eudiosa
Photoscotosia eudiosa är en fjärilsart som beskrevs av Xue 1988. Photoscotosia eudiosa ingår i släktet Photoscotosia och familjen mätare. Inga underarter finns listade i Catalogue of Life.